# Sojoez 4
Sojoez 4 (Russisch: Союз 4, "Unie 4") was een Russische bemande ruimtemissie aan het einde van de jaren 60. Het resultaat van deze vlucht was, zeker voor die tijd, spectaculair. Het vaartuig voerde een gecombineerde missie uit met Sojoez 5.

## Tijdgeest

### Maanrace
Ten tijde van deze vlucht woedde de Koude Oorlog en dus de ruimterace in alle hevigheid. De twee supermachten gunden elkaar geen centimeter en probeerden (uit propagandaoverwegingen) met man en macht primeurs binnen te halen. De eerste die erin slaagde bepaalde missies succesvol uit te voeren, kon namelijk rekenen op brede aandacht in de wereldpers.
Beide landen joegen op de hoofdprijs: de eerste bemande maanlanding. In hun haast verloren zowel de V.S. als de U.S.S.R. echter de veiligheid uit het oog. Nieuwe types ruimtevaartuigen, onvoldoende getest en nog vol kinderziektes, móesten koste wat het kost omhoog. Dit kwam hun beiden duur te staan: de Apollo 1 en de Sojoez 1 eindigden in een ramp. Virgil Grissom, Edward White, Roger Chaffee en hun Russische collega Vladimir Komarov betaalden er met hun leven voor.
Zowel het Sojoezprogramma als het Apolloprogramma werden lange tijd gestaakt, waarna beide ruimtevaartorganisaties het ontwerp van hun nieuwe capsules drastisch aanpasten. Vervolgens durfden de V.S. en de Sovjet-Unie met hun gewijzigde ruimteschepen nog geen bemande missies aan. Ze voerden eerst diverse onbemande testvluchten met het herziene ontwerp uit. De tijd zou leren dat de harde lessen uit het verleden resulteerden in betrouwbare Sojoez- en Apolloschepen.

### Succes van Apollo 8
De Amerikanen vlogen rond de Kerst van 1968 als eerste met een bemand ruimtevaartuig om de maan. De Apollo 8 bracht de bemanning weer behouden thuis en de pers juichte over NASA's succes. Uiteraard lieten de Russen dit niet op zich zitten, maar het dwong ze wel om met iets spectaculairs voor de dag te komen.

### Missiedoel

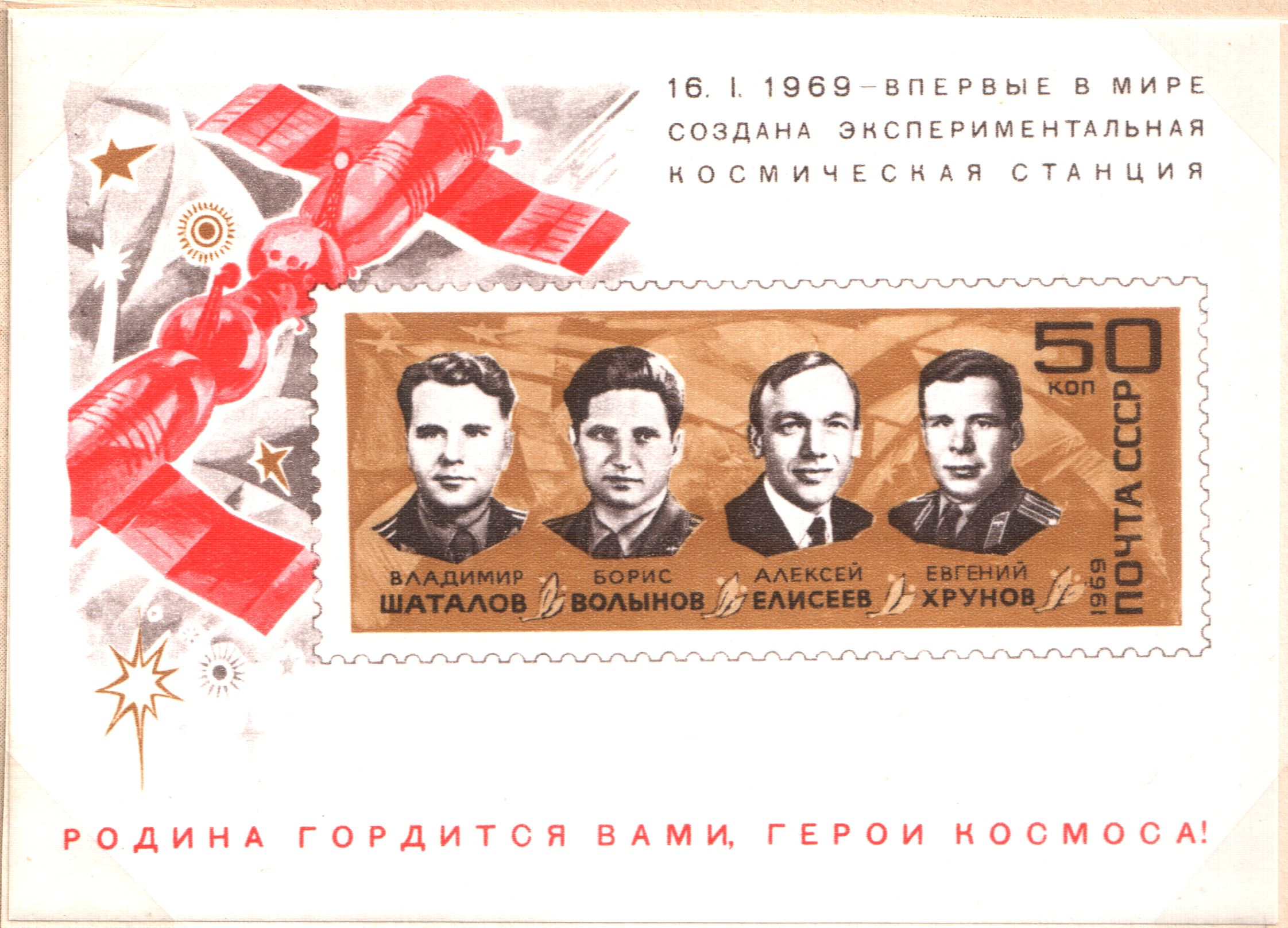
Russische postzegel met de gecombineerde bemanning van Sojoez 4 en 5, met Sjatalov uiterst links

Naar huidige maatstaven had Sojoez 4 een eenvoudige missie, maar in die dagen bleek het een hele opgave. De Sojoez 4 moest handmatig koppelen met Sojoez 5. Daarna moesten enige bemanningsleden hun ruimtepak aantrekken en het buitenluik openen. Via een ruimtewandeling moesten zij dan overstappen en met een ander schip terugkeren dan waarmee ze waren vertrokken.

## Missieverloop

### Lancering
De Sojoez 4 werd gelanceerd op 14 januari 1969 met een Sojoez draagraket vanaf Bajkonoer. Het schip woog 6 ton en bood plaats aan drie kosmonauten, maar er bevond zich slechts één persoon aan boord: luitenant-kolonel Vladimir Sjatalov.
Zijn doelwit, Sojoez 5, koos een dag later het luchtruim. Sojoez 4 kwam in een baan met een omlooptijd van ruim 88 minuten met een apogeum van 223 km, een perigeum van 205 km en een inclinatie van 51,7°. Officieel wetenschappelijk doel was om wolkenfoto's te maken. Maar in die tijd gebruikte men dat eufemisme vaak en graag voor het nemen van spionagefoto's.

### Koppeling
Op 16 januari begon Sjatalov de naderingsprocedure met Sojoez 5. In eerste instantie geschiedde dit automatisch tot een afstand van 99 meter. Daarna nam Sjatalov de besturing over en koppelde handmatig met Sojoez 5. De twee gekoppelde schepen deelden vervolgens vluchtcontrole, energievoorziening en boordtelefoon. Dit alles leek een simpele manoeuvre maar was een essentiële oefening voor toekomstige koppelingen met ruimtestations, waarbij de Sojoez voor weken of maanden vastkoppelde aan de Saljoet. In persverklaringen beschouwde de Sovjet-Unie de gecombineerde Sojoez 4/5 als 's werelds eerste ruimtestation.

### Overstap
De bemanning van Sojoez 5, bestaande uit commandant Boris Volynov, Aleksej Jelisejev en Jevgeni Chroenov, bereidde zich vervolgens voor op de overstap naar Sojoez 4. Tijdens de 35e omwenteling trokken Jelisejev en Chroenov in het werkcompartiment hun ruimtepak aan. Ze openden het buitenluik en zweefden met behulp van leuningen naar het geopende luik van Sojoez 4. Gedurende hun ruimtewandeling filmden camera's zowel binnen als buiten hun verrichtingen. Jelisejev en Chroenov kwamen niet met lege handen en brachten Sjatalov brieven en kranten. Ze waren immers één dag later gelanceerd. Natuurlijk geschiedde dit louter uit publicitair oogpunt.

### Terugkeer
Na 4 uur en 35 minuten ontkoppelde Sojoez 4 zich van haar zusterschip en trof voorbereidingen voor de landing. Op 17 januari keerde Sojoez 4 naar de Aarde terug en landde veilig na 48 omwentelingen en een totale vluchtduur van 2 dagen, 23 uur en 14 minuten. De scherpe ogen van de piloten van de bergingshelikopters namen de capsule hangend aan zijn parachute al waar, voordat deze was geland op 40 km ten noordwesten  van Karaganda. Een gelukje voor het trio kleumende kosmonauten, want ze landden hartje Kazachse winter. De temperatuur op de landingsplaats bedroeg op dat moment - 35° C.